# Хауэрдел, Билли
Билли Хауэрдел (род. 18 мая 1970 года) — американский музыкант, более известный как основатель, гитарист, автор-исполнитель и продюсер рок-групп A Perfect Circle и Ashes Divide.

## Биография
Хауэрдел родился в Нью-Джерси. Он учился в средней школе Уэст-Милфорда, штат Нью-Джерси. Он занимался некоторыми видами спорта, но проявлял интерес к телевизионному производству и был очень активен во внеклассной аудиопрограмме. Эта программа дала Хауэрделу основу для его после школьных занятий звукорежиссёром, и в конечном итоге он стал гитарным техником. Стивен Порчелло, учитель средней школы, который был консультантом этой программы, взял Хауэрдела с собой в Нью-Йорк, где помог ему выбрать свою первую электрогитару.
Хауэрдел сказал, что посещение концерта группы Pink Floyd в детстве стало катализатором желания быть вовлечённым в музыку. Он провёл несколько лет в кресле звукорежиссера у различных групп Нью-Джерси и далее работал гитарным техником для многих других музыкальных деятелей, которые до формирования A Perfect Circle включали следующих исполнителей: Faith No More, Fishbone, Дэвид Боуи, The Smashing Pumpkins, Nine Inch Nails, Guns N' Roses и Tool.

## Личная жизнь
В интервью 2008 года Хауэрдел рассказал, что он никогда не принимал наркотики, алкоголь пил редко и практиковал трансцендентальную медитацию.

## Дискография

### A Perfect Circe
- Mer de Noms (2000)
- Thirteenth Step (2003)
- Emotive (2004)
- Eat the Elephant (2018)

### Ashes Divide
- Keep Telling Myself It's Alright (2008)